# Tenzin Palmo
Diane Perry, conocida como Jetsunma Tenzin Palmo, (Hertfordshire, 30 de junio de 1943) es una monja del budismo tibetano del linaje Drukpa de la escuela Kagyu. Es una de las grandes figuras del budismo contemporáneo. Es la segunda monja occidental de la historia del budismo tibetano.

## Biografía
Nació como Diane Perry en 1943. Su padre falleció dos años después, por lo que su madre crio a Diane y a su hermano mayor. Las sesiones de espiritismo que organizaba su madre marcaron su fascinación por Asia. De niña se pasó horas dibujando mujeres vestidas con kimono. 
Durante la adolescencia se interesó por el cristianismo y más tarde por el islam. A los 15 años, comenzó a practicar yoga y conoció al dalái lama. A los 18 años, se sintió abrumada por Mind Unshaken, de John Walters, que trata sobre el budismo. Se unió a la Sociedad Budista de Inglaterra y luego se inclinó por el budismo tibetano. Aprendió tibetano y conoció a lamas exiliados como Khamtrul Rinpoche, que se convirtió en su maestro de meditación.
En 1964, a los 21 años, partió hacia la India donde se ordenó como monja tras encontrar a su maestro. Se afeitó la cabeza y adoptó el nombre de Tenzin Palmo. Fue la única mujer del monasterio entre cientos de hombres.

## Carrera
Es autora, enseñante y fundadora del convento Dongyu Gatsal Ling en Himachal Pradesh en India. Ha luchado para que las mujeres puedan resultar reconocidas como monjas en igualdad de condiciones que los hombres. 
Diane Perry fue profesora en la India antes de convertirse en Jetsunma Tenzin Palmo. Jetsunma es un título honorífico, que significa Venerable Maestra, otorgado por las más altas autoridades espirituales tibetanas, el 12.º Gyalwang Drukpa, cabeza del linaje Drukpa Kagyu.
Es conocida sobre todo por ser una de las pocas yoguinis occidentales formadas en Oriente, ya que realizó un retiro durante 12 años en una cueva convertida en ermita a 4000 m s. n. m. en el Himalaya, incluyendo tres años de retiro estricto.
Tenzi Palmo logró obtener el acuerdo del Dalái lama para abrir un convento de monjas que ofrece un aprendizaje avanzado de la cultura tibetana, la mediación y la religión budista.
Vicki Mackenzie, que escribió sobre ella en Cave in the Snow (Cueva en la nieve) cuenta que la inspiración para su libro fue leer la declaración de Tenzin Palmo en una revista budista: «He jurado alcanzar la iluminación en forma de mujer, no importa cuántas vidas me lleve».

## Publicaciones
- Reflections on a Mountain Lake: Teachings on Practical Buddhism. Snow Lion, 2002. 256 p. ISBN 978-1-5593-9175-7
- Reflejos en un lago del Himalaya. Dharma, 2008. 240 p. ISBN 978-84-96478-39-8